# Toonami
Toonami är ett programblock på TV-kanalen Cartoon Network, inriktad på animerade action-TV-serier. Toonami sändes ursprungligen under perioden 17 mars 1997-20 september 2008, och togs sedan upp igen i maj 2012.
Titeln är en sammanslagning av det engelska ordet cartoon ("tecknad film"), och det japanska ordet tsunami ("jättevåg"), och betyder alltså tidvåg av animerade TV-serier.

## Historik

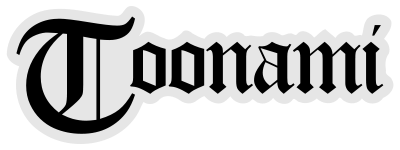
Logotyp 2003-2004

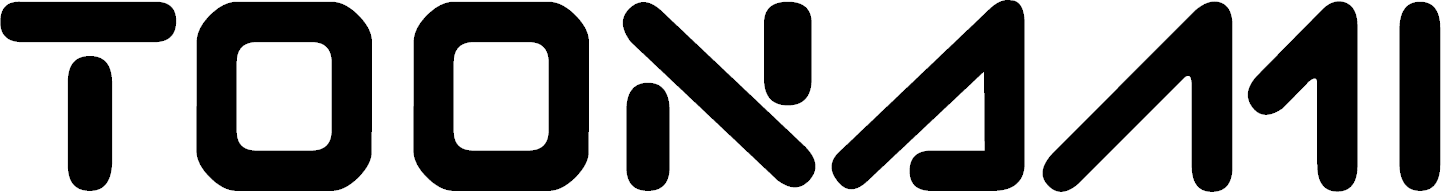
Logotyp 2004-2007 och 2012-2014

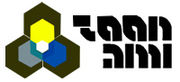
Logotyp 2007-2008

Toonami var Cartoon Networks främsta programblock för animerade actionserier. Med världspremiär måndagen den 17 mars 1997 ersatte man Power Zone som funnits sedan Cartoon Network startade den 1 oktober 1992. Toonami var ursprungligen ett tecknat veckoeftermiddagsblock lett av Space Ghost-skurken Moltar på Ghost Planet Industries från 1997 till den 9 juli 1999.
Lördagen den 10 juli 1999 omorganiserades Toonami av Cartoon Network med ny design, Ghost Planet Spaceship Absolution, och en ny värd vid namn TOM. Dessutom introducerades Toonami Midnight Run, sent kvällsblock som ursprungligen var ett fem timmar långt lördagsnattblock (tekniskt sett söndag) vid midnatt EST till mars år 2000, då den flyttades till veckonätter i ett en timme långt format fram till januari 2003.
Lördagen den 17 april 2004 flyttades Toonami från veckoeftermiddagarna till lördagskvällarna, där sändningarna pågick i fyra timmar från klockan 07.00 PM EST/PST. Från den 27 oktober 2007 pågick sändningarna i två timmar med start klockan 09.00 PM EST/PST. Lördagen den 20 september 2008 upphörde Toonami, med sista sändningen samma dag. Men Toonami började sedan sändas igen från den 26 maj 2012 och sänds nu fortfarande i USA.

### Fotnoter
1. ↑  hämtat från: franskspråkiga Wikipedia.[källa från Wikidata]
2. ↑  Caleb Goellner (16 maj 2012). ”Toonami Returning to Cartoon Network's Adult Swim Block on May 26” (på engelska). http://comicsalliance.com/toonami-returning-cartoon-network-adult-swim-anime/. Läst 1 oktober 2017.